# Alvin Roth (brydżysta)
Alvin Leon Roth (ur. 6 listopada 1914, zm. 18 kwietnia 2007) – amerykański brydżysta, World Grand Master (WBF).
Alvin Roth jest autorem wielu konwencji brydżowych oraz autorem książek brydżowych.

## Wyniki brydżowe

### Olimpiady
Na olimpiadach uzyskał następujące rezultaty:
| Olimpiady Brydżowe. Zawody teamów | Olimpiady Brydżowe. Zawody teamów | Olimpiady Brydżowe. Zawody teamów | Olimpiady Brydżowe. Zawody teamów | Olimpiady Brydżowe. Zawody teamów | Olimpiady Brydżowe. Zawody teamów |
| Rok                               | Miejsce                           | Zawody                            | Kategoria                         | Drużyna                           | Pozycja                           |
| --------------------------------- | --------------------------------- | --------------------------------- | --------------------------------- | --------------------------------- | --------------------------------- |
| 1968                              | Deauville                         | 3. Olimpiada Teamów               | Open                              | USA                               | 2                                 |

### Zawody światowe
W światowych zawodach zdobył następujące lokaty:
| Mistrzostwa Świata. Konkurencja teamów | Mistrzostwa Świata. Konkurencja teamów | Mistrzostwa Świata. Konkurencja teamów | Mistrzostwa Świata. Konkurencja teamów | Mistrzostwa Świata. Konkurencja teamów | Mistrzostwa Świata. Konkurencja teamów |
| Rok                                    | Miejsce                                | Zawody                                 | Kategoria                              | Drużyna                                | Pozycja                                |
| -------------------------------------- | -------------------------------------- | -------------------------------------- | -------------------------------------- | -------------------------------------- | -------------------------------------- |
| 1972                                   | Miami Beach                            | 3. Olimpiada Par                       | Miksty                                 | Roth                                   | 2                                      |
| 1967                                   | Miami                                  | 15. Mistrzostwa Świata Teamów          | Open                                   | North America                          | 2                                      |
| 1958                                   | Nowy Jork                              | 8. Mistrzostwa Świata Teamów           | Open                                   | USA                                    | 2                                      |
| 1955                                   | Nowy Jork                              | 5. Mistrzostwa Świata Teamów           | Open                                   | USA                                    | 2                                      |

## Publikacje brydżowe
- Roth Alvin Leon: Al Roth on Bridge: the Roth–Stone system for duplicate and turnament play. Wyd. 2. Washington: Melville, 1953. (ang.). Brak numerów stron w książce
- Roth Alvin, Stone Tobias: Bridge Is a Partnership Game: the Roth–Stone system. Wyd. 2. NY: E. P. Dutton & Co. Inc., 1958. (ang.). Brak numerów stron w książce
- Roth Alvin Leon, Rubens Jeff: Modern Bridge Bidding Complete: introducing the Roth point count. Funk & Wagnalls, 1968. (ang.). Brak numerów stron w książce
- Roth Alvin Leon, Rubens Jeff: Bridge for Beginners. Funk & Wagnalls, 1970. (ang.). Brak numerów stron w książce
- Roth Alvin: Picture Bidding: the art of painting a bridge hand. Wyd. 1. Granovetter Books, 1991. (ang.). Brak numerów stron w książce

## Klasyfikacja
- Alvin Roth – klasyfikacja WBF (ang.)